# Antiga presó d'Horta
L'Antiga presó d'Horta és una obra amb elements gòtics d'Horta de Sant Joan (Terra Alta) inclosa a l'Inventari del Patrimoni Arquitectònic de Catalunya.

## Descripció
Planta baixa i semisoterrani de l'actual Ajuntament (l'espai fa xamfrà). Té dues façanes, una amb accés pel c/ Santa Anna i l'altre per la pujada del Tambó. Les dependències han estat rehabilitades, descobrint-se diferents àmbits a diferents nivells, els quals perfectament poden respondre a distintes èpoques i usos. El desnivell de l'espai és definit per l'adaptació al sòl natural, amb una part alta des d'on hi ha l'accés principal al c/ Santa Anna i una part baixa amb accés des de la pujada del Tambó. Edifici amb estructura tipològica originària de dues crugies transversals amb arcs apuntats, d'estil gòtic-popular. Un dels usos més primitiu que se li atribueixen és el de presó. D'aquest àmbit existeix una espècie de volta de mig punt amb dovelles regulars i ben escairades de pedra, amb un forat a la clau per on suposadament es llençaven els presoners. Aquest fet el demostra l'existència d'ossos humans trobats dins del recipient. Per les mesures també es podria tractar d'una cisterna. Existeixen a l'interior diferents tolls naturals d'aigua. El seu futur ús no està del tot definit. Hi ha les restes d'una antiga creu de terme que també va ser trobada durant la rehabilitació.

## Història
Segons fotografies antigues es veu com encara el 1909 la creu estava a l'actual plaça de Sant Salvador d'Horta, antigament pl. de Missa.